# Grădina Zoologică din Chișinău
Grădina Zoologică din Chișinău a fost înființată la 9 mai 1978 în sud-estul Chișinăului, nu departe de Grădina Botanică. În plan științifico-metodic activitatea Grădinii este coordonată cu Academia de Științe a Moldovei și Ministerul Mediului.

## Secții
Grădina Zoologică este situată în partea de sud a orașului, întinzându-se pe o suprafață de 24,306 hectare. Aceasta are drept obiective păstrarea, ocrotirea și studierea speciilor rare de animale și păsări, incluse în Cartea Roșie a Moldovei. Reprezintă un landșaft pitoresc în care își duc existența peste 150 specii de păsări și animale, printre ele numărându-se calul lui Przewalski, tigrul siberian, culanul din Turkmenistan etc. Dispune de un heleșteu (suprafața 1,2 hectare) populat de gâște, lebede albe și negre, rațe de baltă, barze și cocostârci.
Pe teritoriul grădinii se organizează expoziții mobile și excursii cognitiv-instructive pentru elevi.
Animalele din Grădina Zoologică sunt împărțite în 5 secțiuni:
- Animale răpitoare;
- Paricopitate și imparicopitate;
- Ornitologie;
- Primate;
- Acvaterariu.

În total sunt 1034 de viețuitoare, cuprinse în 138 specii. 

## Parteneriate
Grădina zoologică este membru titualar al Asociației Eurasiatice a Grădinilor Zologice și Acvariilor (EARAZA). De asemenea, face parte din Asociația Mondială a Grădinilor Zoologice (WAZA) și din Sistemul Internațional de Evidență a Animalelor.
Speciile de mamifere și păsări întreținute se regăsesc în mai multe liste internaționale:
- Convenția de la Berna privind conservarea vieții sălbatice și a habitatelor naturale din Europa⁠(d) (Berna, 1979)
- Convenția cu privire la conservarea speciilor migratoare de animale sălbatice⁠(d) (Bonn, 1979)
- Acordul Eurasiatic privind migrarea păsărilor de apă și mlaștină⁠(d)
- Programul european de reproducere a animalelor în grădini zoologice⁠(d)
- Cartea europeană a animalelor de rasă (ESB)

## Galerie de imagini

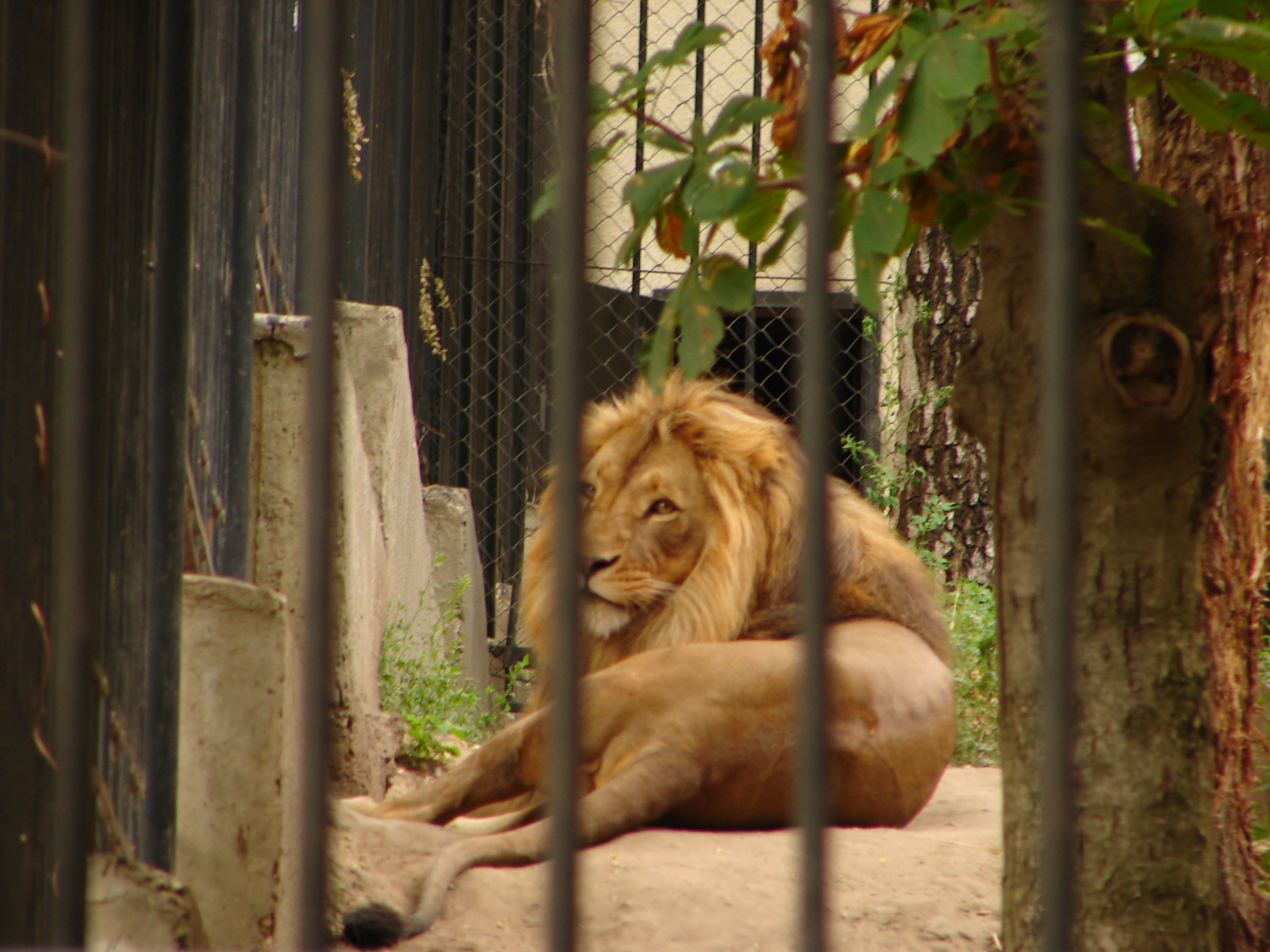
Mascul de leu.
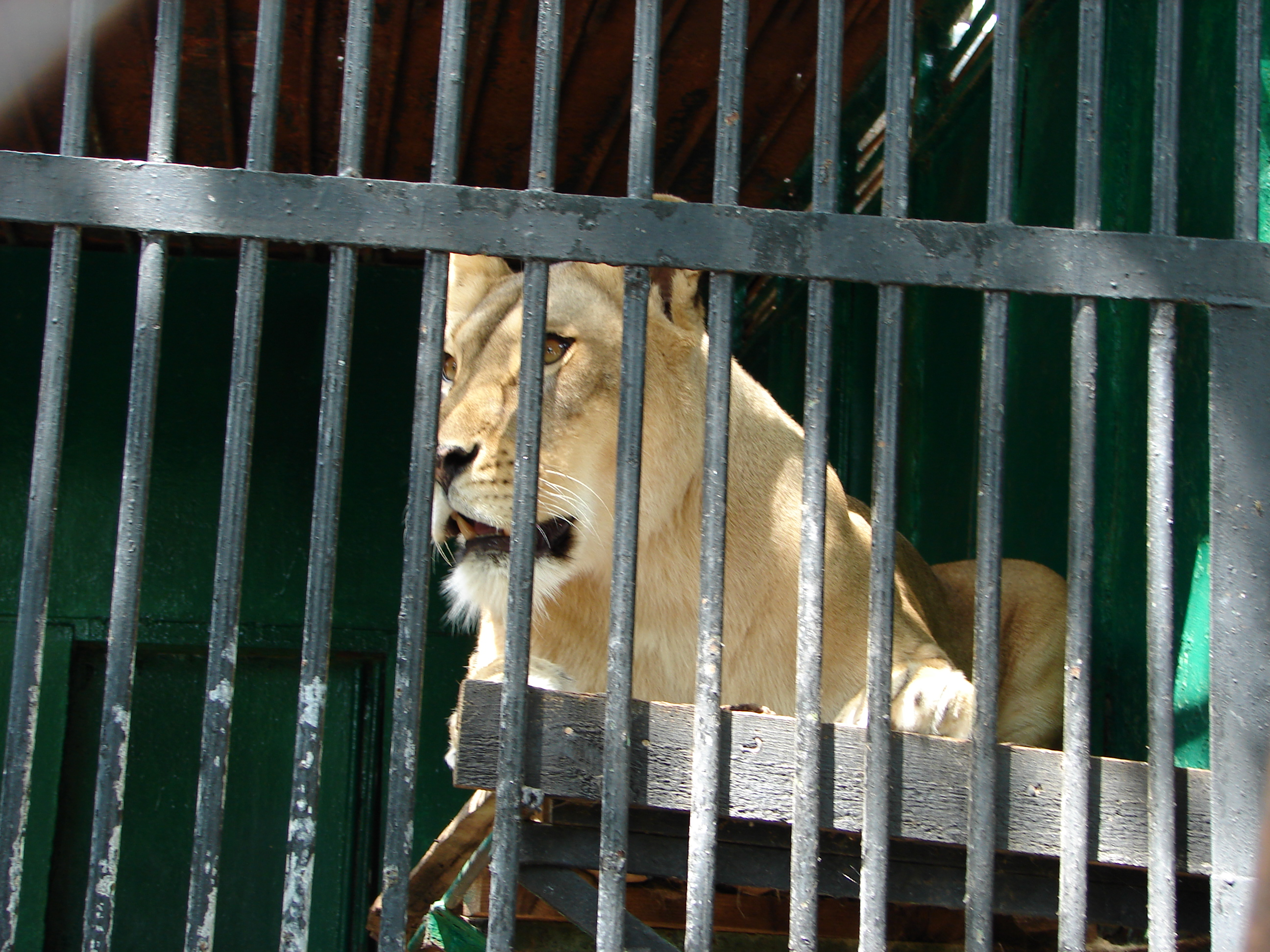
Femela-leu.
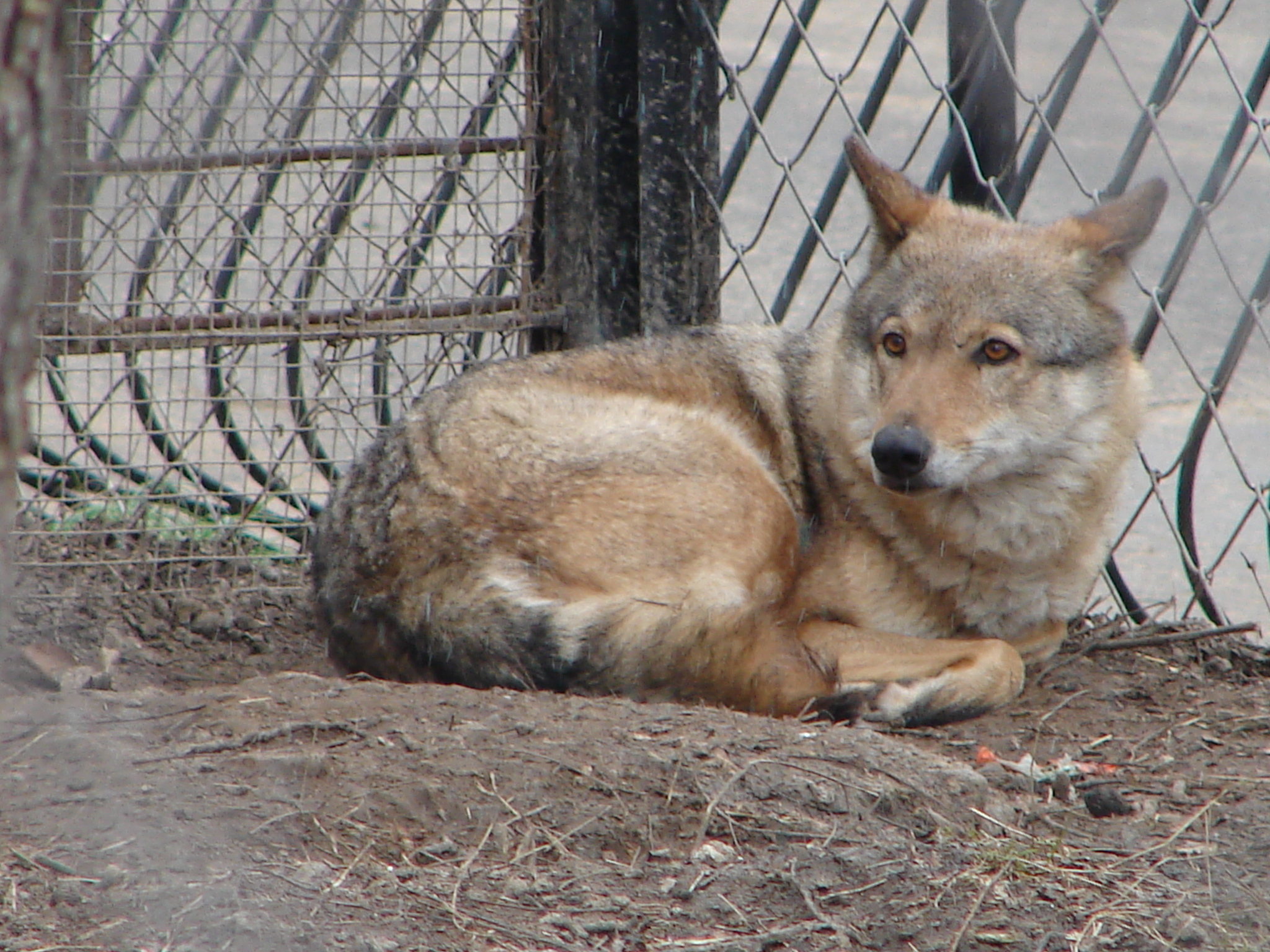
Lup.
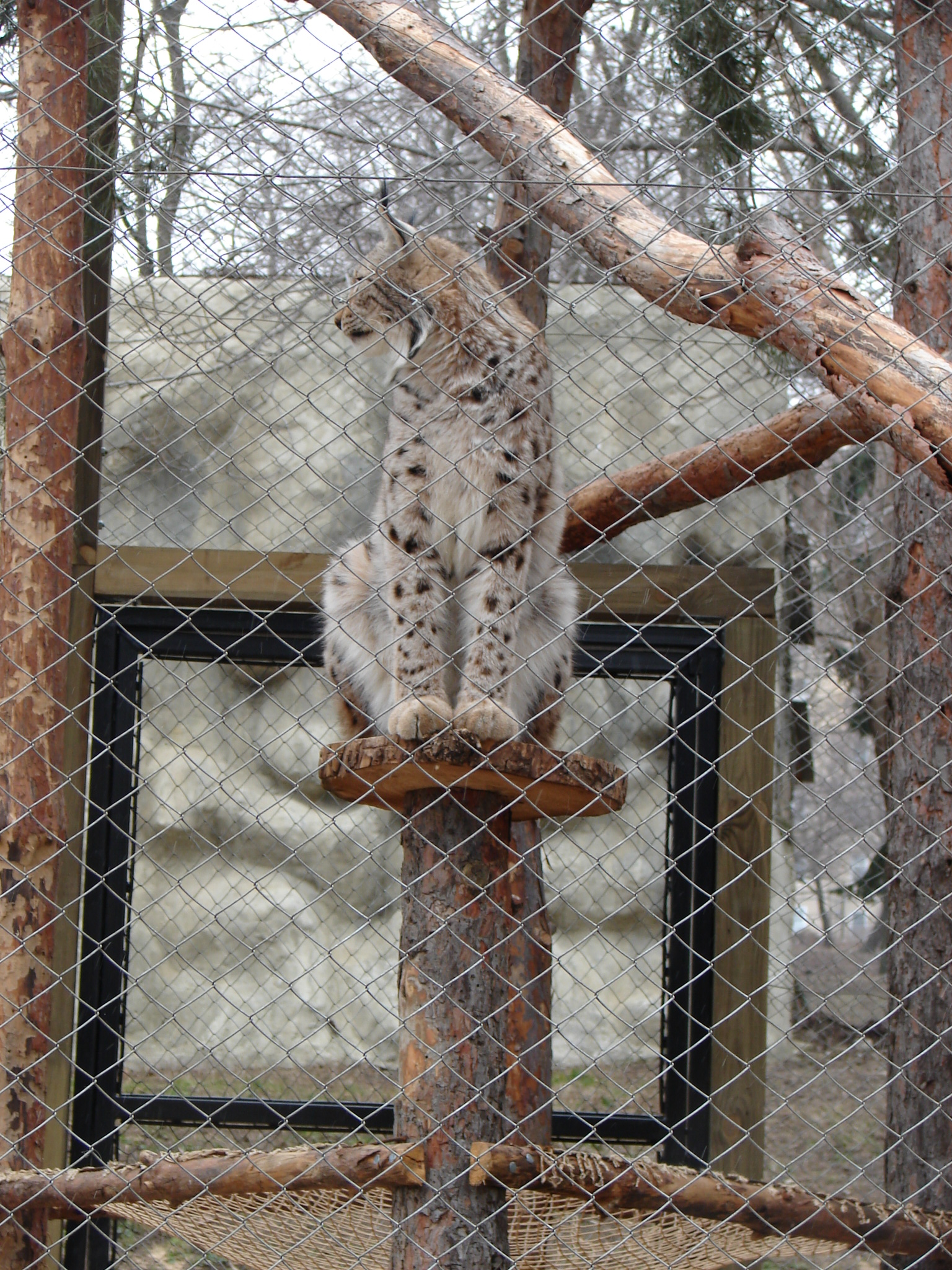
Râsul.
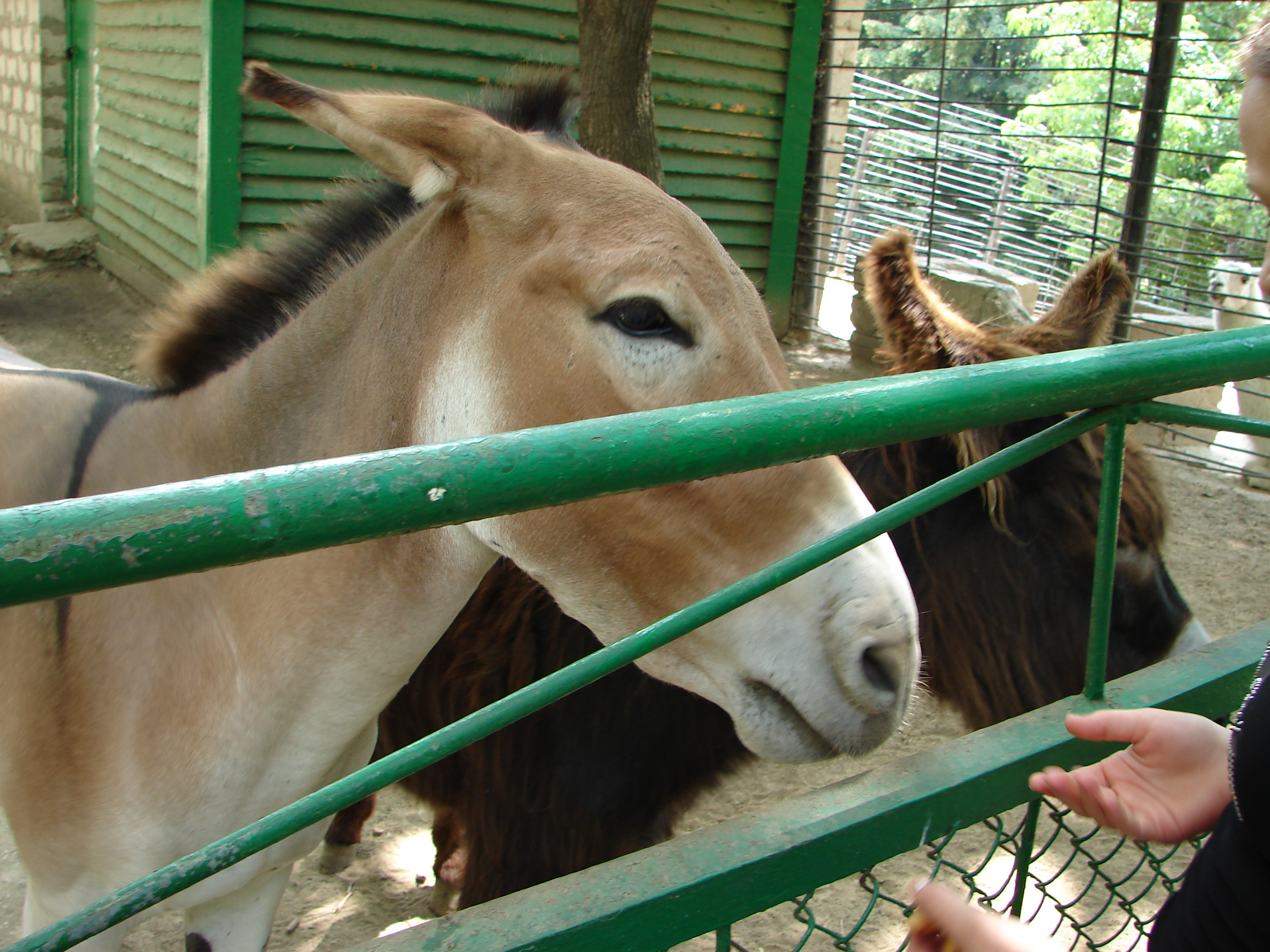
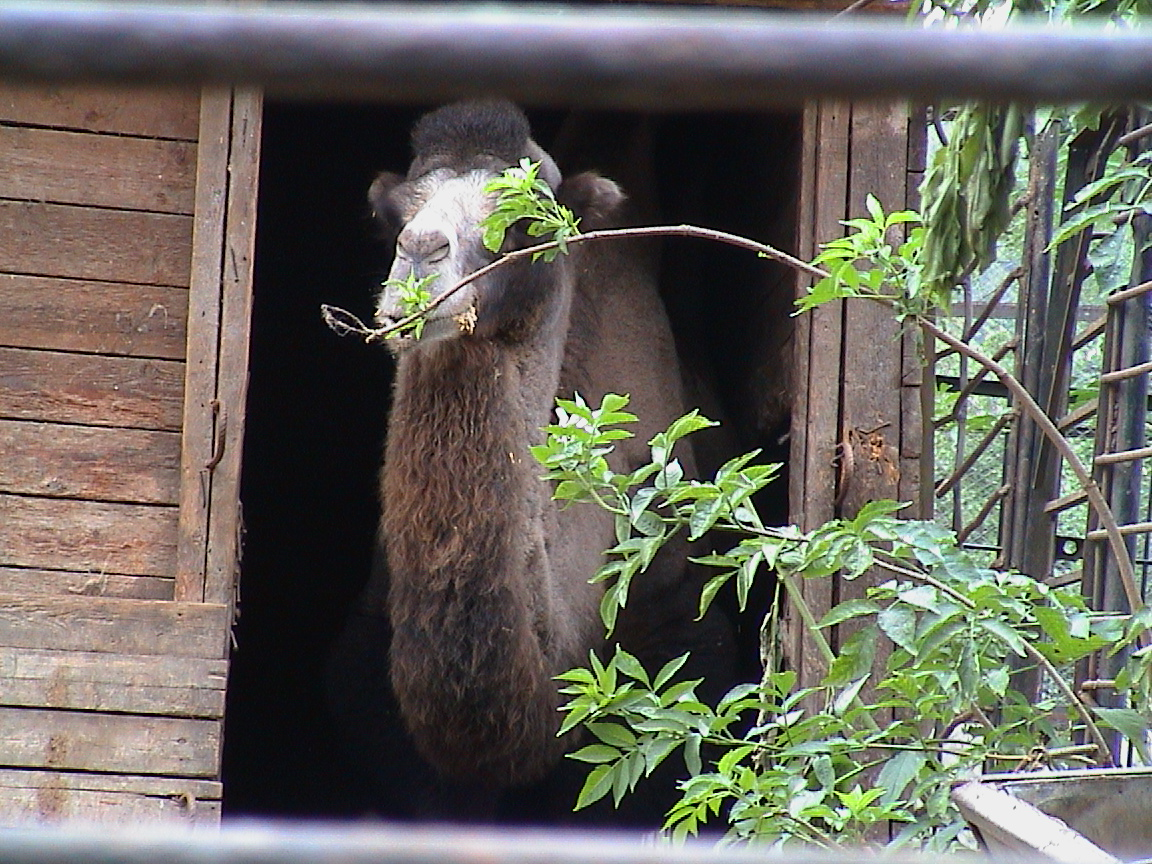
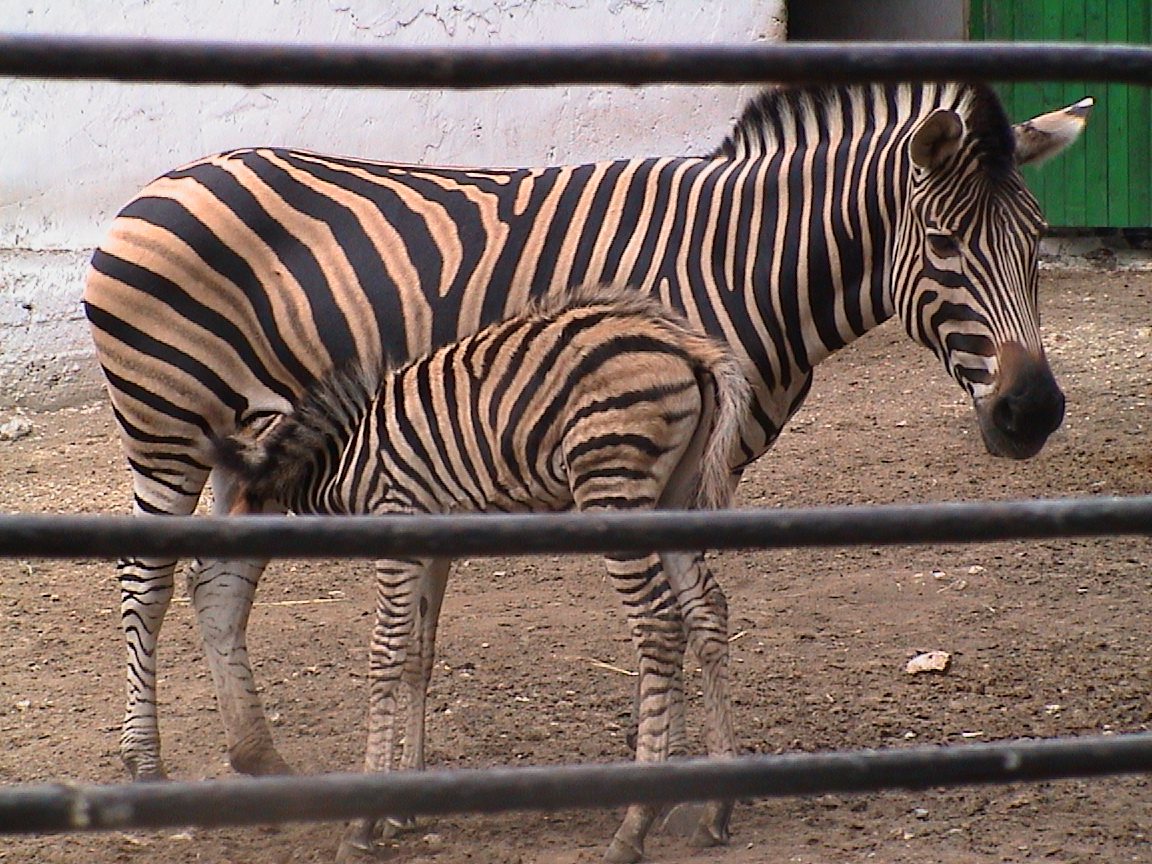
Zebra mamă și puiul.
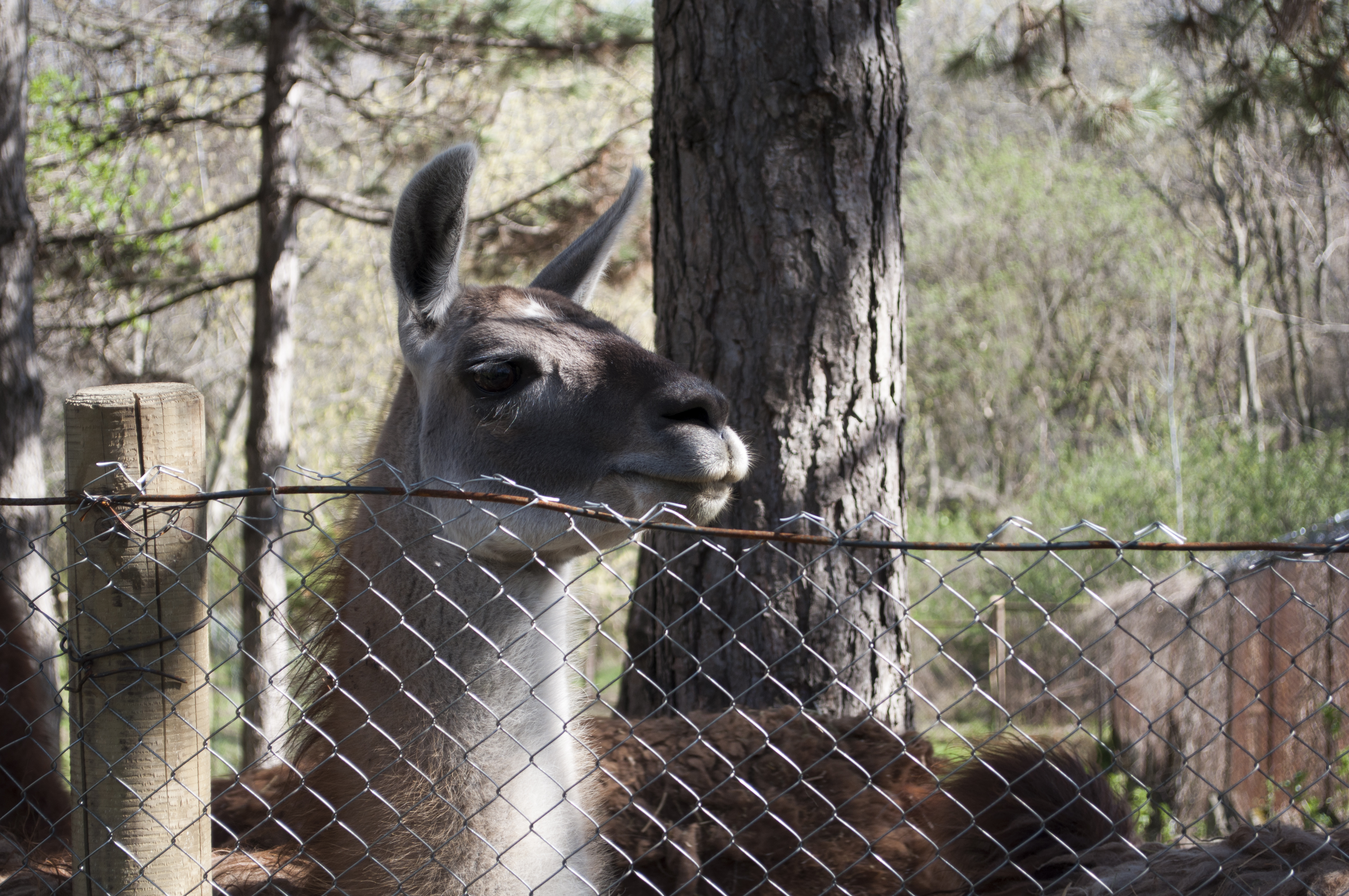
Lamă.
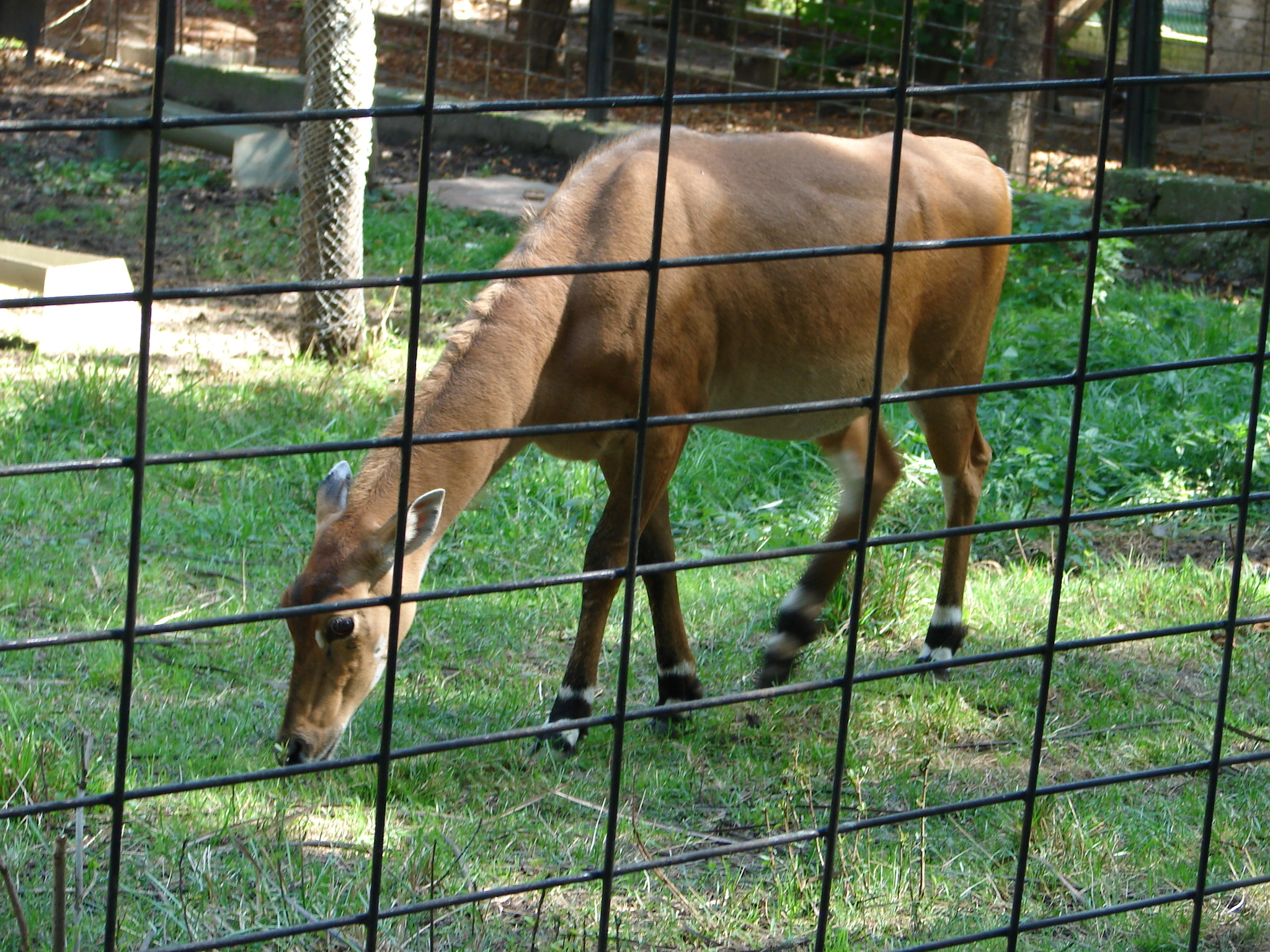
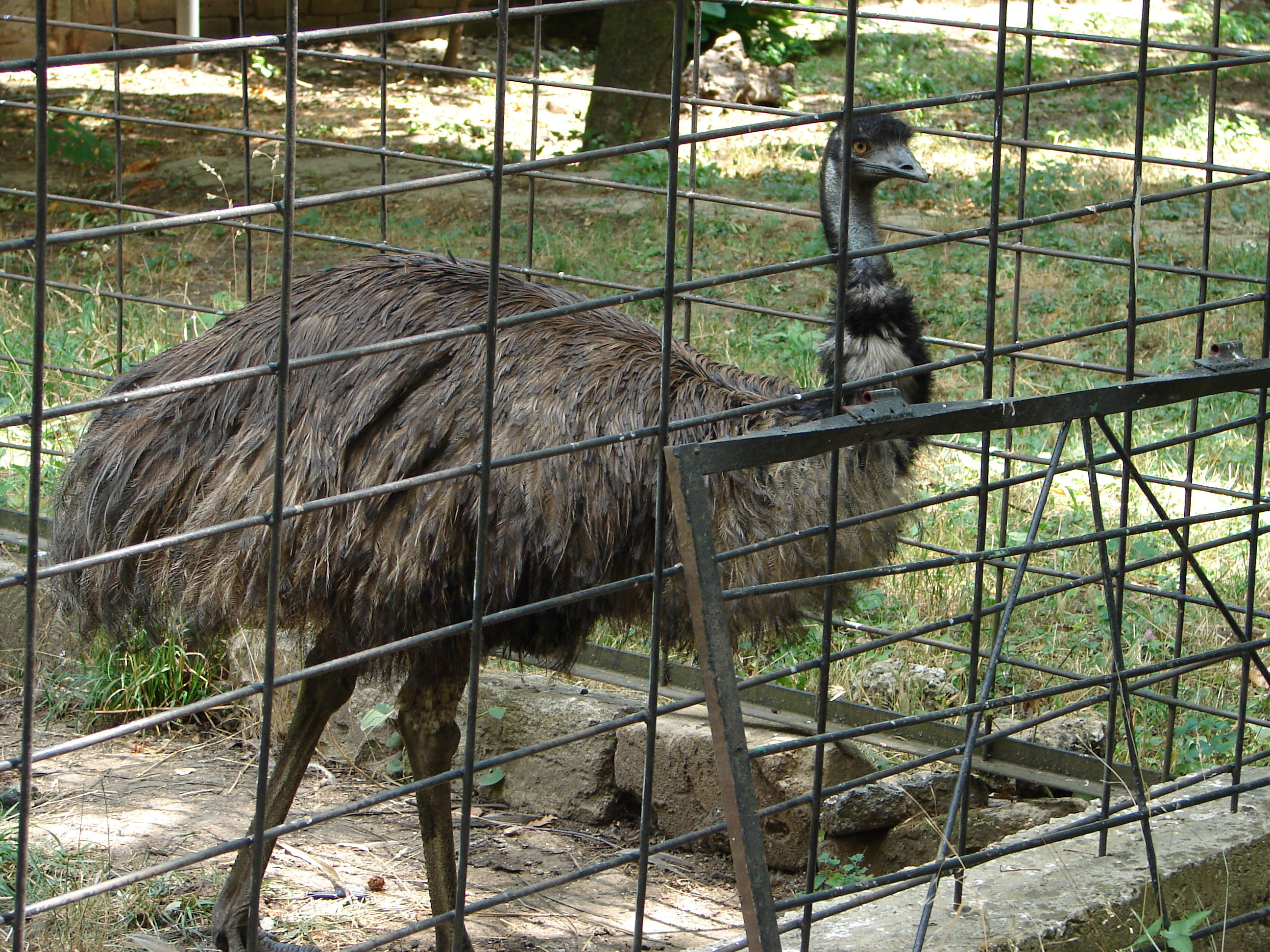
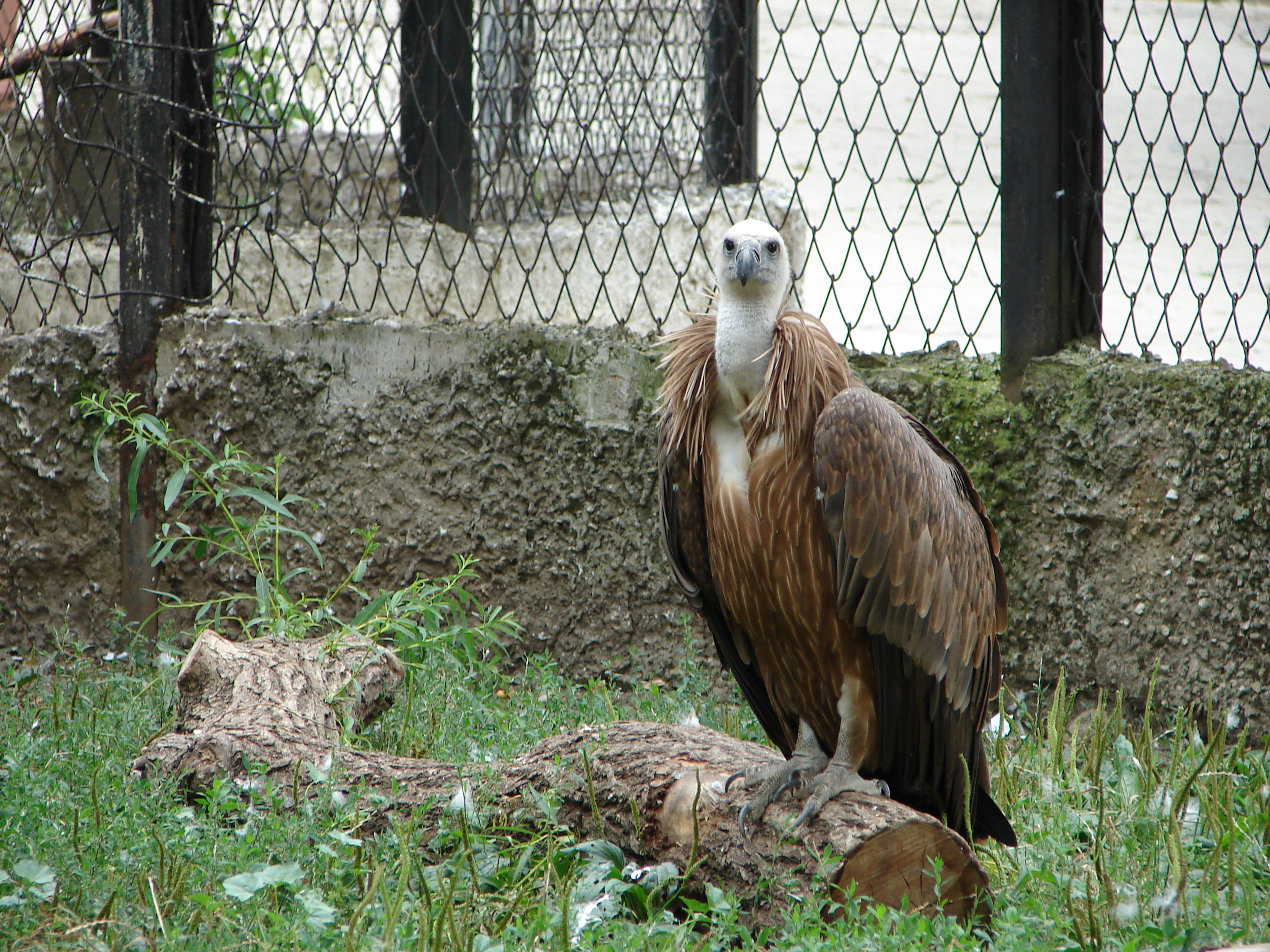
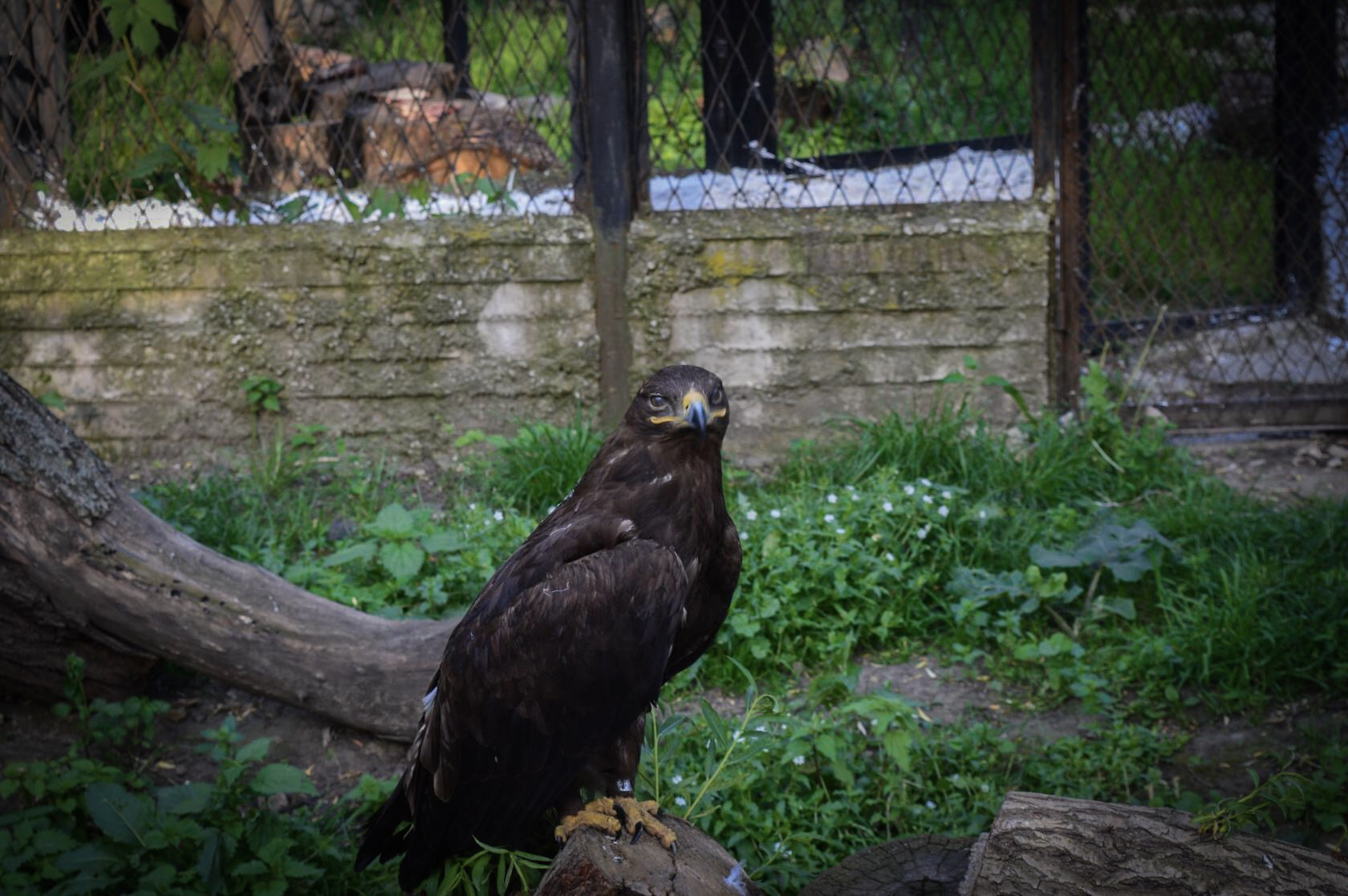
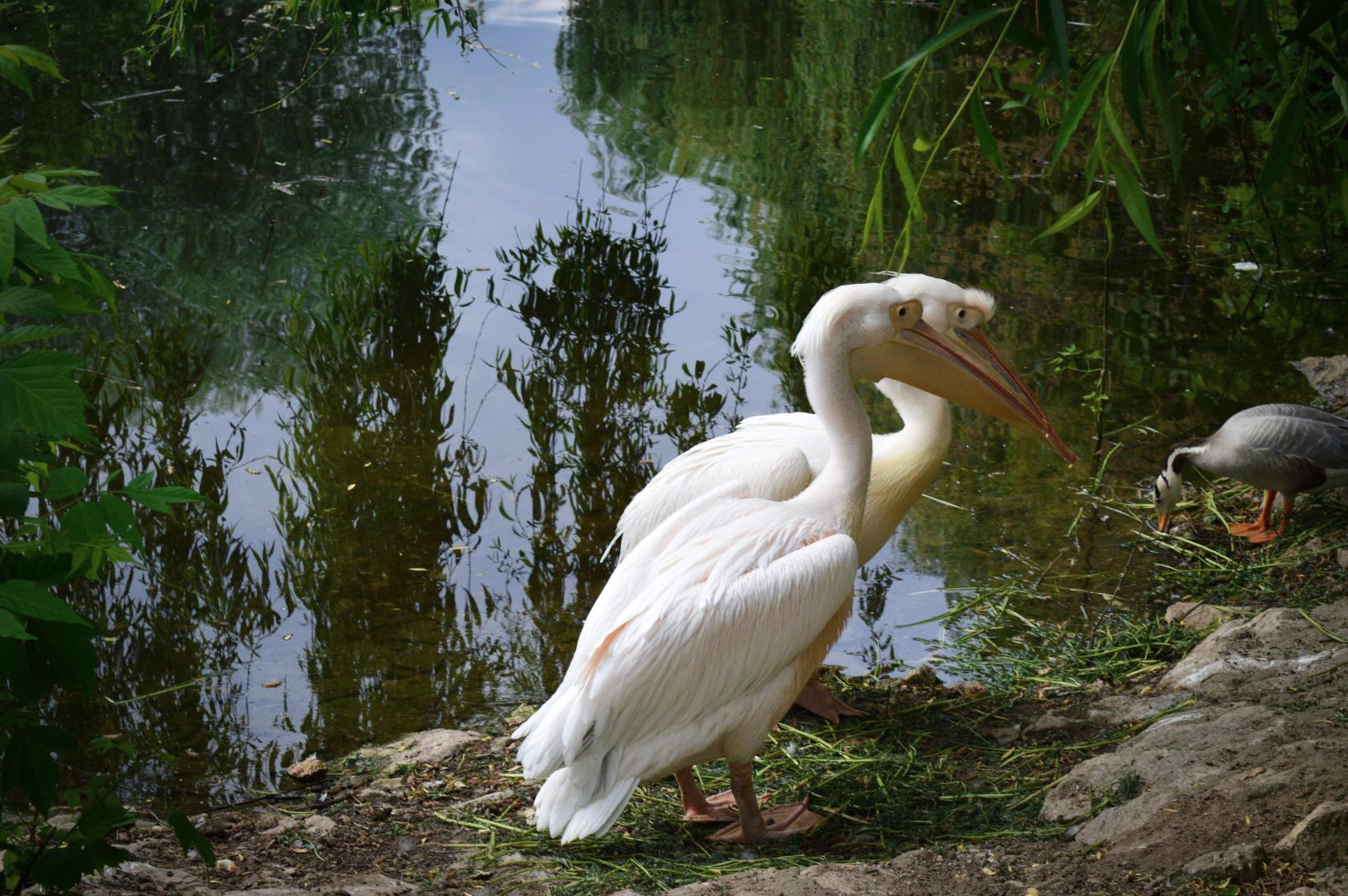
Familie de pelicani.
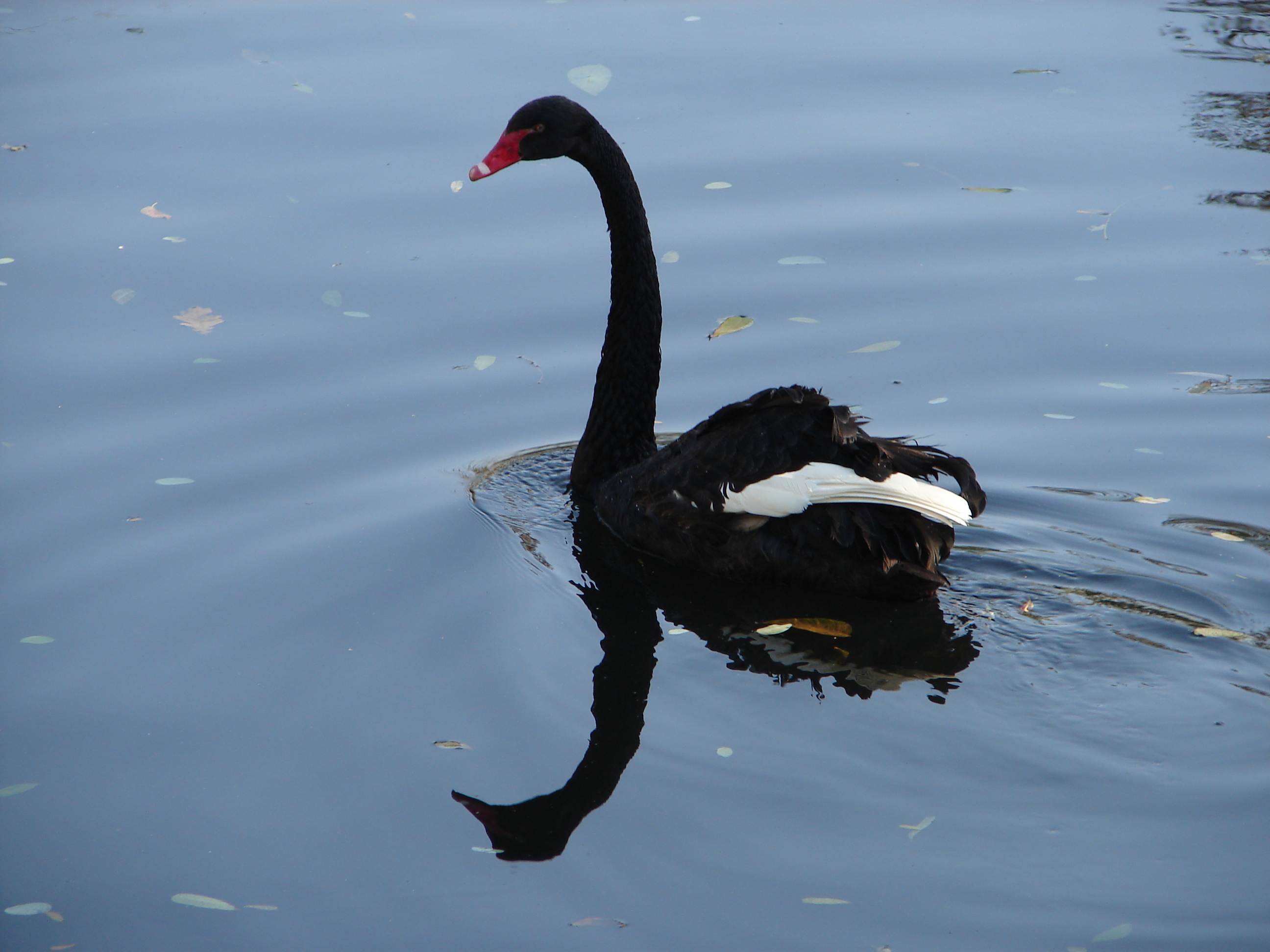
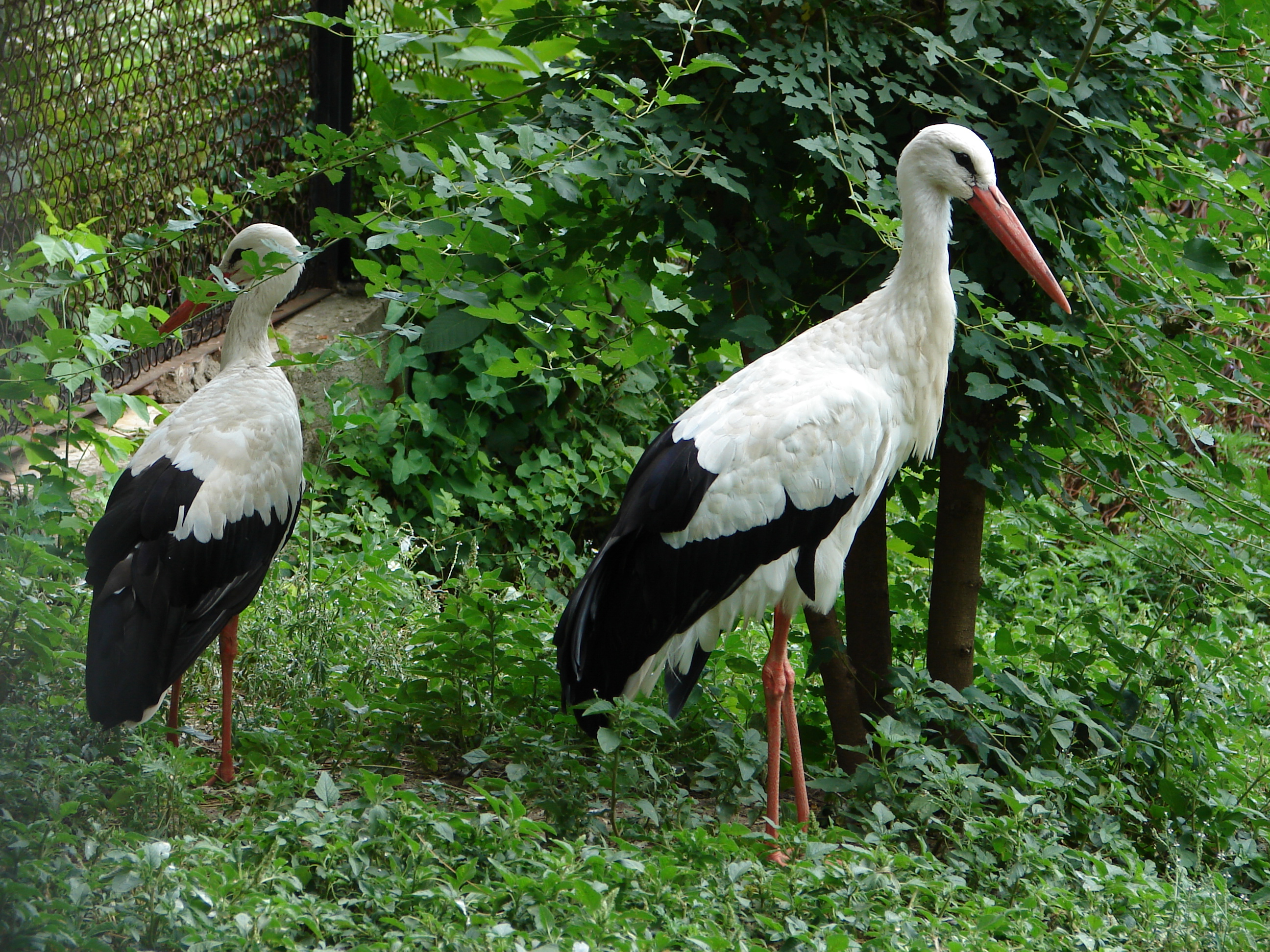
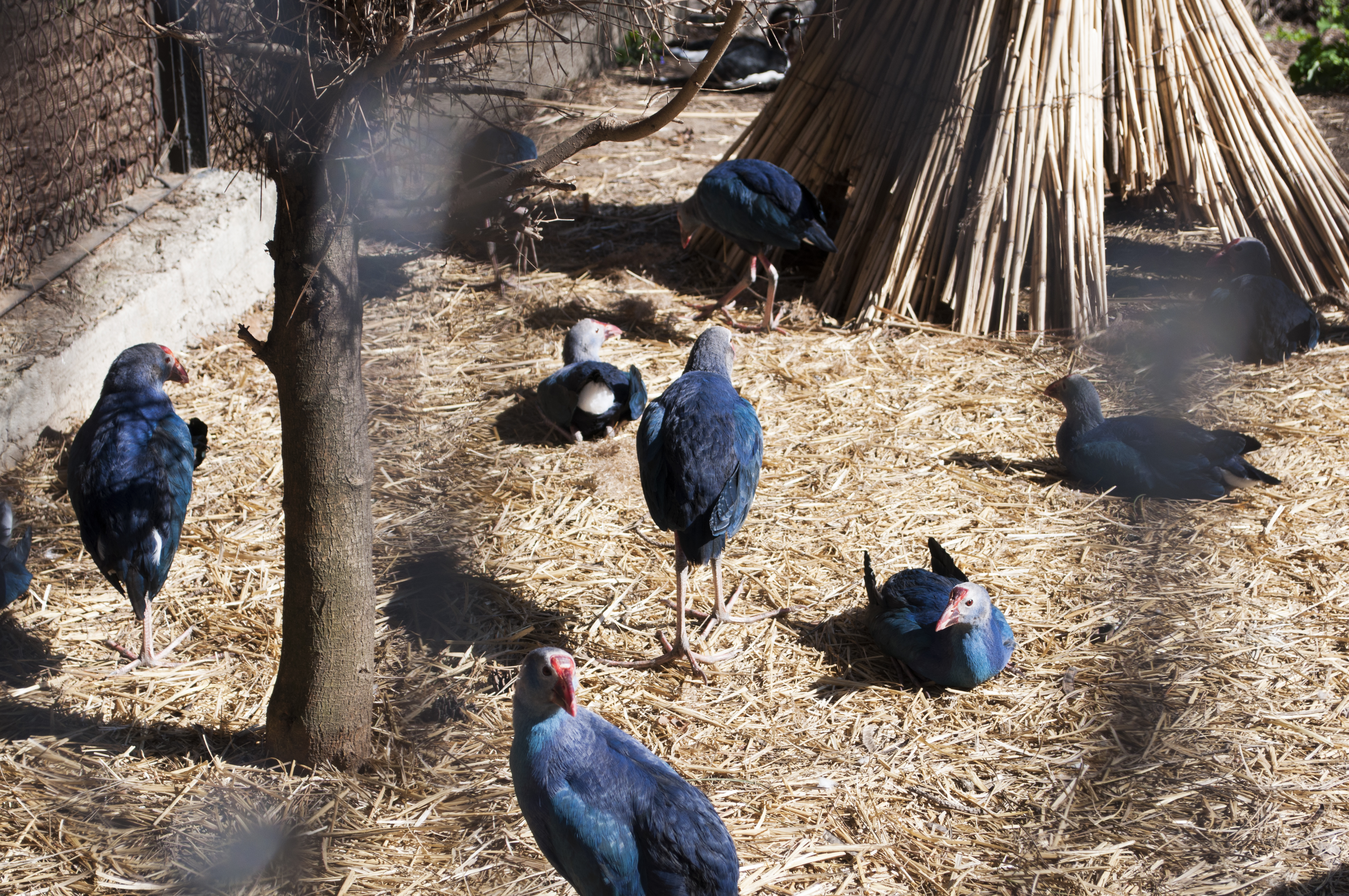